# Mitko Sabew
Mitko Wassilew Sabew (auch Mitko Vasiliev Sabev geschrieben, bulgarisch Митко Василев Събев; * 8. Oktober 1961 in Warna, Bulgarien) ist ein bulgarischer Geschäftsmann und Besitzer des Fußballclubs FC Tschernomorez Burgas.

## Leben
Mitko Sabew wurde in der bulgarischen Schwarzmeer-Hafenstadt Warna geboren. Nach dem Abitur ging er zur Marineschule „Nikola Wapzarow“. Nach deren Abschluss war er in der bulgarischen Handelsmarine als Hilfskapitän tätig. Er wurde zum Mitbegründer der Festa Holding, ein Konzern, der heute in mehreren Branchen von Tourismus, Weinhandel bis Ölhandel tätig ist. Einige Jahre war er Geschäftsführer der „Jukos Petrolium Bulgarien AG“ und Vorsitzender des Aufsichtsrates der Naftex Bulgaria Holding AG. Zwischen 2003 und 2005 war er Aufsichtsratsvorsitzender der bulgarischen Ewrobank. Zurzeit ist er Aufsichtsratsvorsitzender der Petrol Holding und der Petrol AG. Seit 2006 ist er Besitzer des bulgarischen Erstligisten FC Tschernomorez Burgas.
| Personendaten    | Personendaten                          |
| ---------------- | -------------------------------------- |
| NAME             | Sabew, Mitko                           |
| ALTERNATIVNAMEN  | Sabev, Mitko; Митко Събев (bulgarisch) |
| KURZBESCHREIBUNG | bulgarischer Geschäftsmann             |
| GEBURTSDATUM     | 8. Oktober 1961                        |
| GEBURTSORT       | Warna, Bulgarien                       |